# Абдукарим (посёлок)
Абдукарим (узб. Abdukarim / Абдукарим) — посёлок городского типа, расположенный на территории Галляаральского района Джизакской области Республики Узбекистан.

Статус посёлка городского типа с 2009 года.